# Tanzan Ishibashi
Tanzan Ishibashi (石橋 湛山 Ishibashi Tanzan?, 25 de septiembre de 1884-25 de abril de 1973) fue un periodista y político japonés. Fue el quincuagésimo quinto primer ministro de Japón desde el 23 de diciembre de 1956 hasta el 25 de febrero de 1957. Durante el mismo tiempo fue el segundo presidente del Partido Liberal Democrático, el mayoritario en la Dieta de Japón.

## Biografía
Ishibashi nació en 1884 en el distrito Shibanihonenoki de Azabu, Tokio, hijo mayor de Sugita Tansei (1856-1931), sacerdote budista de la Nichiren y 81.er jefe del templo Kuon-ji de la prefectura de Yamanashi. Ishibashi, que adoptó el apellido de su madre, se convertiría más tarde en sacerdote de la Nichiren. Estudió Filosofía y se licenció en Literatura en la Universidad de Waseda en 1907. Trabajó como periodista en el Mainichi Shimbun por un tiempo.

## Trayectoria
Tras terminar su servicio militar, se unió al Toyo Keizai Shimp (Diario Económico de Oriente) y posteriormente fue su presidente. Escribió acerca de la política financiera japonesa y tuvo desacuerdos con Inoue Junnosuke. Ishibashi tenía una visión política liberal y adoptó la “política del Pequeño Japón”, cuya principal idea era la retirada japonesa de Manchuria.
Más tarde, con el fin de la Segunda Guerra Mundial recibió varias ofertas políticas. El Partido Socialista de Japón lo presentó como candidato. Ishibashi fue ministro de Finanzas en el primer gabinete de Shigeru Yoshida desde 1946 hasta 1947. En 1947 fue expulsado y se retiró tanto de la política como del periodismo. En 1951 se alió con Ichirō Hatoyama y encabezó un movimiento contra el gabinete de Yoshida. En 1953 fue nombrado ministro de Industria en el gabinete de Hatoyama. Tras la formación del Partido Liberal Democrático en 1956, Ishibashi se afilió al partido.
Tras el retiro de Hatoyama en 1956, el PLD decidió elegir un nuevo presidente. Al principio, Nobusuke Kishi se perfilaba como el mejor candidato, pero Ishibashi se alió con Kojuro Ishii, otro aspirante al cargo, y ambos lograron ganaron la elección. Ishibashi fue nombrado presidente del PLD y fue nombrado primer ministro de Japón.
Durante su gobierno, perfiló en iniciar relaciones diplomáticas con la República Popular de China y su política era considerada popular; no obstante en enero de 1957 tuvo un problema cardíaco y tuvo que renunciar a pocas semanas de iniciar su gobierno.